# ماندانا سیف‌الدین‌پور
ماندانا سیف‌الدین‌پور (زاده ۱۹۶۷) زبان‌شناس اهل ایران است او در دانشکده مطالعات شرقی و آفریقایی لندن مشغول به کار است و از سال ۲۰۱۴ رئیس بخش بایگانی زبان‌های در معرض خطر انقراض این دانشکده است.

## زندگی
او در آلمان بزرگ شده‌است. او پس از تمام کردن تحصیلات ابتدایی به دانشگاه فرای برلین زبانشناسی خواند و با مدرک فوق‌لیسانس در مطالعات فارسی فارغ‌التحصیل شد. او سپس از مؤسسه روان‌شناسی زبان ماکس پلانک در نیمیخن دکتری گرفت، او تحصیلات دکتری را در میان سال‌های ۲۰۰۲ تا ۲۰۰۵ تمام کرد. او در میان سال‌های ۲۰۰۷ تا ۲۰۱۰ در دانشگاه استنفورد مشغول اتمام پست‌دکتری خویش بود. او پس از پایان تحصیلات رسمی کار خود را در مؤسسه ماکس پلانک شروع کرد اما در سال ۲۰۱۰ به دانشگاه لندن رفت. او از سال ۲۰۱۴ رئیس بخش بایگانی زبان‌های در معرض خطر انقراض است که کار نگهداری دیجیتال از زبان‌های در معرض خطر است و در آنجا مجموعه‌های دیجیتال از زبان‌های در حال انقراض را در سراسر جهان به صورت دیجیتالی در دسترس قرار می‌دهند.